# Кубок румунської ліги з футболу 2014—2015
Кубок румунської  ліги 2014–2015 — 1-й офіційний розіграш Кубка румунської ліги. Переможцем став Стяуа, який отримав 265.000€.

## Попередній раунд
| Команда 1        | Рахунок | Команда 2              |
| ---------------- | ------- | ---------------------- |
| 16 липня 2014    |         |                        |
| Рапід (Бухарест) | 3:0     | Університатя (Крайова) |
| Тиргу-Муреш      | 0:2     | КСМС Ясси              |

## 1/8 фіналу
| Команда 1                  | Рахунок         | Команда 2         |
| -------------------------- | --------------- | ----------------- |
| 18 липня 2014              |                 |                   |
| Віторул                    | 3:3 дч пен. 5:3 | Ботошані          |
| Брашов                     | 1:4             | Астра             |
| 19 липня 2014              |                 |                   |
| Оцелул                     | 0:0 дч пен. 3:2 | Чахлеул           |
| Рапід (Бухарест)           | 1:2             | Стяуа             |
| 20 липня 2014              |                 |                   |
| КСМС Ясси                  | 4:2             | ЧФР (Клуж-Напока) |
| Університатя (Клуж-Напока) | 1:0             | Петролул          |
| 21 липня 2014              |                 |                   |
| Газ Метан                  | 0:1 дч          | Пандурій          |
| Конкордія                  | 1:3             | Динамо (Бухарест) |

## Чвертьфінали
| Команда 1         | Рахунок         | Команда 2                  |
| ----------------- | --------------- | -------------------------- |
| 12 грудня 2014    |                 |                            |
| Пандурій          | 2:0             | Оцелул                     |
| 13 грудня 2014    |                 |                            |
| Динамо (Бухарест) | 0:0 дч пен. 3:2 | Університатя (Клуж-Напока) |
| 14 грудня 2014    |                 |                            |
| Астра             | 3:1             | Віторул                    |
| КСМС Ясси         | 0:3             | Стяуа                      |

## Півфінали
| Команда 1                       | Заг. | Команда 2         | 1-й матч | 2-й матч |
| ------------------------------- | ---- | ----------------- | -------- | -------- |
| 17-18 лютого/10-11 березня 2015 |      |                   |          |          |
| Пандурій                        | 5:2  | Динамо (Бухарест) | 2:1      | 3:1      |
| Стяуа                           | 3:2  | Астра             | 3:0      | 0:2      |

## Фінал
| 20 травня 2015 19:00 (CET) |

| Стяуа                                | 3:0      | Пандурій |
| ------------------------------------ | -------- | -------- |
| Янку 4' (пен.) Кіпчу 54' Цукудян 67' | Протокол |          |

| Національний стадіон, Бухарест Глядачів: 15 560 Арбітр: Адріан Коминеску |